# Celtis bungeana
Celtis bungeana är en hampväxtart som beskrevs av Carl Ludwig von Blume. Celtis bungeana ingår i släktet Celtis och familjen hampväxter. Inga underarter finns listade i Catalogue of Life.

## Bildgalleri

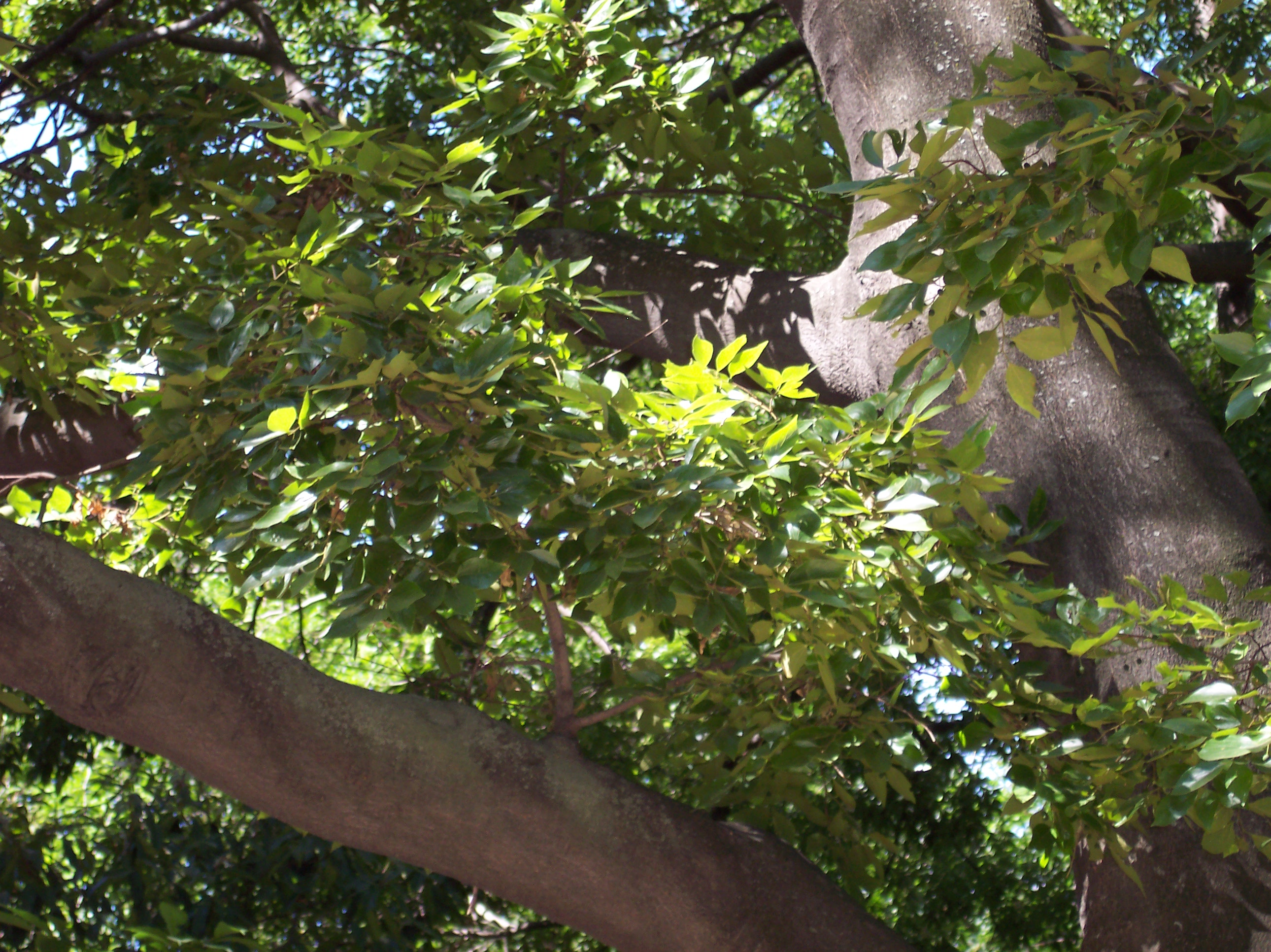